# Pardosa danica
Pardosa danica là một loài nhện trong họ Lycosidae.
Loài này thuộc chi Pardosa. Pardosa danica được William Sørensen miêu tả năm 1904.